# Andada (città)
Andada è una suddivisione dell'India, classificata come census town, di 13.506 abitanti, situata nel distretto di Bharuch, nello stato federato del Gujarat. In base al numero di abitanti la città rientra nella classe IV (da 10.000 a 19.999 persone).

## Geografia fisica
La città è situata a 21° 39' 54 N e 73° 02' 12 E.

## Società

### Evoluzione demografica
Al censimento del 2001 la popolazione di Andada assommava a 13.506 persone, delle quali 7.309 maschi e 6.197 femmine. I bambini di età inferiore o uguale ai sei anni assommavano a 2.105, dei quali 1.150 maschi e 955 femmine. Infine, coloro che erano in grado di saper almeno leggere e scrivere erano 9.882, dei quali 5.678 maschi e 4.204 femmine.